# Bonde do Tigrão (álbum)
Bonde do Tigrão é um álbum de estúdio do grupo de funk homônimo, esse disco vendeu mais de 250 mil cópias no Brasil, sendo certificado com Disco de Platina pela ABPD em 2001.

## Faixas
1. O Baile Todo 3:28
2. Cerol na Mão/Entra e Sai 3:23
3. Sai do Chão 2:16
4. Tchu Tchuca 2:30
5. Todo Bobo 3:42
6. Caçador Do Tchutchuquinha 2:51
7. Minha Princesinha 3:18
8. Cobra-Cega 2:38
9. Bate Bum-Bum 2:10
10. Que coisa louca 2:51
11. Dá Uma Tremidinha 3:15
12. Cerol Na Mão 2 2:56
13. Adoleta 2:25
14. Tá De Brincadeira 4:39

## Controvérsias
Em 2003, o grupo foi acusado de plágio pela faixa "Cerol na Mão" baseada na canção "Headhunter" do grupo Front 242.

## Vendas e certificações
| País          | Certificação | Vendas   |
| ------------- | ------------ | -------- |
| Brasil - ABPD | Platina      | 250,000+ |